# Śliwa (raper)
Śliwa, właśc. Patryk Dariusz Śliwiński (ur. 8 lipca 1991 w Poznaniu), znany również jako SLW lub Spigg Nice – polski raper. Założyciel zespołu Aspiratio Crew. Prowadzi również solową działalność artystyczną.
W 2011 roku raper związał się z należącą do Pei wytwórnią muzyczną RPS Enterteyment. W listopadzie, także 2011 roku ukazał się singel „Pełen etat” zwiastujący debiutancki album solowy rapera. Do piosenki powstał również wideoklip, który zrealizowała grupa filmowa 360 Studios. W międzyczasie muzyk gościł na debiutanckim albumie zespołu My Riot – Sweet Noise. 17 marca 2012 roku do sprzedaży trafił debiut Śliwy zatytułowany Pełen etat. Materiał został wyprodukowany przez Hirassa, RX-a, Quela, Gotiego, Braha oraz Edizza. Gościnnie na płycie wystąpili m.in. Kobra, Vixen, Kroolik Underwood oraz Bezczel. W ramach promocji wydawnictwa zrealizowano ponadto teledyski do utworów „Ostatnia deska ratunku” i „Nie mów że nie”.
W 2013 roku muzyk gościł na płytach WNM Klika – Na rejonie 3 oraz Jongmena – Kontrapunkt. 25 czerwca 2014 roku ukazał się mixtape Śliwy pt. Ghetto Champion. Materiał był promowany teledyskami do utworów „Spacer po getcie” oraz „Morrison”. 27 lutego 2015 roku ukazał się drugi album solowy rapera pt. Chłopak z sąsiedztwa. Produkcja uplasowała się na 12. miejscu polskiej listy przebojów (OLiS). Nagrania zostały wyprodukowane przez Lema, Hirassa, GZ-a oraz Shatansky’ego. Z kolei wśród gości na płycie znaleźli się m.in. DJ Decks, Paluch, oraz AK-47. W ramach promocji albumu zostały zrealizowane wideoklipy do piosenek „Nie daj się” i „Kumple”.

## Dyskografia
Albumy
| Rok  | Dane dot. albumu                                                                                       | Pozycja na liście |
| Rok  | Dane dot. albumu                                                                                       | POL               |
| ---- | --- | ----------------- |
| 2012 | Pełen etat - Data: 17 marca 2012 - Wydawca: RPS Enterteyment - Format: CD, digital download            | –                 |
| 2015 | Chłopak z sąsiedztwa - Data: 27 lutego 2015 - Wydawca: RPS Enterteyment - Format: CD, digital download | 12                |
| 2019 | Zmiany w sąsiedztwie                                                                                   |                   |
| 2020 | Szkoła uczuć                                                                                           |                   |
| 2021 | Pół życia za mną                                                                                       |                   |

Minialbumy
| Rok  | Dane dot. albumu                                                                                     | Źródło |
| ---- | --- | ------ |
| 2016 | J.M.P.L. - Data: 20 sierpnia 2016 - Wydawca: wydanie własne - Format: CD, digital download           |        |
| 2019 | Surprisetrack Vol.1                                                                                  |        |
| 2020 | Surprisetrack Vol.2                                                                                  |        |
| 2021 | 90's KID (Śliwa x DJ Decks) - Data: 27 sierpnia 2021 - Wydawca: My Music                             |        |
| 2022 | Miejski Survival (Śliwa x Dawid Obserwator x Pablo) - Data:25 listopada 2022 - Wydawca: Step Records |        |
| 2023 | Na Swoim EP - Data: 2 czerwca 2023 - Wydawca: CASH FLOW RECORDS                                      |        |
| 2024 | Atak Paniki (Śliwa x Leśny) - Data: 24 kwietnia 2024 - Wydawca: CASH FLOW RECORDS                    | [ 17 ] |

Mixtape’y
| Rok  | Dane dot. albumu                                                                             |
| ---- | -------------------------------------------------------------------------------------------- |
| 2014 | Ghetto Champion - Data: 25 czerwca 2014 - Wydawca: wydanie własne - Format: digital download |

Single
| Rok  | Tytuł                                      | Album                |
| ---- | ------------------------------------------ | -------------------- |
| 2012 | „Pełen etat”                               | Pełen etat           |
| 2012 | „Ostatnia deska ratunku” (gościnnie: Peja) | Pełen etat           |
| 2012 | „Nie mów że nie”                           | Pełen etat           |
| 2015 | „Nie daj się” (gościnnie: DJ Fidel Kostro) | Chłopak z sąsiedztwa |
| 2015 | „Kumple” (gościnnie: DJ Fidel Kostro)      | Chłopak z sąsiedztwa |
| 2018 | „Taksówkarz”                               | Zmiany w sąsiedztwie |

Inne
| Rok  | Utwór | Album                                       | Źródło |
| ---- | --- | ------------------------------------------- | ------ |
| 2011 | „Pismakit” (gościnnie: Slums Attack, Gandzior, Śliwa) | Nasza broń to nasza pasja – Firma           | [ 19 ] |
| 2011 | „Głos Wielkopolski” (gościnnie: RY23, Paluch, Śliwa, Kubiszew, Kobra, Gandzior & Medi Top Glon)                                                                      | Reedukacja – Slums Attack                   | [ 20 ] |
| 2011 | „Tak jak przypuszczałeś...” – Śliwa | Popkiller młode wilki (kompilacja)          | [ 21 ] |
| 2011 | „W tym mieście” (gościnnie: Śliwa) | Sweet Noise – My Riot                       | [ 3 ]  |
| 2012 | „Każdy kolejny track” (gościnnie: Śliwa) | Demo* kontrast – B.A.D.                     | [ 22 ] |
| 2012 | „Żyć trzeba umieć” (gościnnie: Szatan, Mika, Śruba WBC, Śliwa, Saja, Perez)                                                                                          | Ponad normę – SZEM                          | [ 23 ] |
| 2012 | „Gigant” (gościnnie: Śliwa) | CNO2 – Slums Attack                         | [ 24 ] |
| 2012 | „Miejski delikates” (gościnnie: Śliwa) | Niebo – Paluch                              | [ 25 ] |
| 2012 | „30 zł - to nie dużo” – WNM Klika, Śliwa, Sykario, Robson, Tycha, Jongmen, DzikiRapGra                                                                               | 30 zł - to nie dużo (kompilacja)            | [ 26 ] |
| 2012 | „Nie mów że nie” – Śliwa „Ostatnia deska ratunku” – Śliwa „Niezapomniane chwile” – Śliwa                                                                             | Rozwój ponad standard (kompilacja)          | [ 27 ] |
| 2013 | „Nigdy nie wiesz co się stanie” (gościnnie: Ośwa, Śliwa, HZOP) | Na rejonie 3 – WNM Klika                    | [ 7 ]  |
| 2013 | „Zajawka” (gościnnie: Śliwa) | Kontrapunkt – Jongmen                       | [ 8 ]  |
| 2014 | „Firewall (SoDrumatic Remix)” (gościnnie: Peja, Śliwa, Kroolik Underwood) „Firewall” (gościnnie: Peja, Śliwa, Kroolik Underwood)                                     | Kodex 5 Elements – White House              | [ 28 ] |
| 2014 | „Młoda krew” (gościnnie: Śliwa, Sztoss) | Życie szalonym życiem – Z.B.U.K.U           | [ 29 ] |
| 2014 | „Big Picture” (gościnnie: Śliwa, DJ Danek) „Full Time Job” (gościnnie: Jack The Ripper, RDW, De2s, Toony, Azyl, Jeru The Damaja, Gandzior, Greckoe, Śliwa, DJ Danek) | Książę aka. Slumilioner – Peja, White House | [ 30 ] |

### Teledyski
| Rok  | Tytuł                                                                    | Reżyseria                                 | Album                 | Źródło |
| ---- | ------------------------------------------------------------------------ | ----------------------------------------- | --------------------- | ------ |
| 2011 | „Pełen etat”                                                             | 360 Studios                               | Pełen etat            | [ 2 ]  |
| 2012 | „Ostatnia deska ratunku” (gościnnie: Peja)                               | 9 Liter Filmy                             | Pełen etat            | [ 5 ]  |
| 2012 | „Nie mów że nie”                                                         | 9 Liter Filmy                             | Pełen etat            | [ 6 ]  |
| 2014 | „Spacer po getcie”                                                       | Igor Wojtkowiak                           | Ghetto Champion       | [ 10 ] |
| 2014 | „Morrison”                                                               | Igor Wojtkowiak                           | Ghetto Champion       | [ 11 ] |
| 2014 | „Nie daj się” (gościnnie: DJ Fidel Kostro)                               | Igor Wojtkowiak, Patryk „Śliwa” Śliwiński | Chłopak z sąsiedztwa  | [ 14 ] |
| 2015 | „Kumple” (gościnnie: DJ Fidel Kostro)                                    | Igor Wojtkowiak, Patryk „Śliwa” Śliwiński | Chłopak z sąsiedztwa  | [ 15 ] |
|      | Gościnnie                                                                |                                           |                       |        |
| 2014 | „Młoda krew” – Z.B.U.K.U (gościnnie: Śliwa, Sztoss)                      | Dirt Video                                | Życie szalonym życiem | [ 31 ] |
| 2014 | „Firewall” – White House (gościnnie: Peja, Śliwa, Kroolik Underwood)     | 4zero4                                    | Kodex 5 Elements      | [ 32 ] |
| 2015 | „West Coast” – Steel Banging (gościnnie: Peja, Śliwa, Kroolik Underwood) | 9Liter Filmy                              | Dwie strony świata    | [ 33 ] |